# Günter Schmidt (Arachnologe)

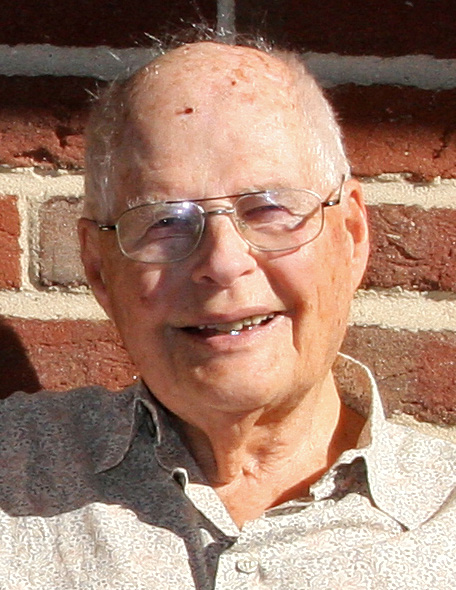
Günter Schmidt 2010 im Alter von 84 Jahren.

Günter E. W. Schmidt (* 10. Mai 1926 in Lübeck; † 23. Dezember 2016 in Deutsch Evern) war ein deutscher Spinnenforscher (Arachnologe) und Autor des Standardwerkes „Die Vogelspinnen“.

## Leben
Günter Schmidt studierte mit kriegsbedingten Unterbrechungen Biologie an den Universitäten Breslau, Rostock, Gießen und Hamburg. Nach einigen Jahren Mitarbeit am Institut für Tierernährung und Versuchstierzucht in Bösingfeld war er bis zu seiner Pensionierung in der pharmazeutischen Industrie tätig. Sein besonderes Interesse galt von seiner Kindheit an den Spinnen. Seit 1955 beschäftigte er sich auch mit Nagetieren, besonders mit deren Ernährungsphysiologie und Pathologie. 1975 promovierte er an der Universität Mainz mit einer Arbeit über die Spinnenfauna der Kanarischen Inseln. Ab 1986 lag sein Schwerpunkt auf den Vogelspinnen (Theraphosidae), von denen er über 60 neue Arten beschrieben hat. Auf internationalen Kongressen über Arachnologie referierte er über seine Forschungsergebnisse. In den Ferien und nach seiner Pensionierung bereiste er Länder in Europa, Afrika, Asien und Amerika sowie den australischen Kontinent, um Spinnen zu beobachten und zu studieren. Er engagierte sich auch dafür, Schüler im Unterricht für Spinnen zu faszinieren.
Günter Schmidt gilt als einer der Väter der Arachnologie in Deutschland. Es gibt heutzutage nur mehr wenige Spinnenforscher, die wie er noch das Gesamtgebiet der Arachnologie überblicken. Er war ein geschätzter Ansprechpartner bei Fachkollegen ebenso wie bei Behörden, wenn z. B. Spinnen mit Bananenimporten eingeschleppt werden.

## Veröffentlichungen
Günter Schmidts fach- und populärwissenschaftlichen Publikationen sind zahlreich und ungewöhnlich vielseitig. Sie umfassen über 630 Arbeiten und 19 Bücher. Neben medizinischen Fachpublikationen, darunter ein Buch über Angina Pectoris, finden sich Beiträge zu den Nagetieren, zur Terraristik, zu Fischkrankheiten und Aquarienchemie. Die meisten Publikationen befassen sich jedoch mit Spinnentieren, allein etwa 170 mit Vogelspinnen. In vielen Berichten hat er die Spinnenfauna der von ihm bereisten Länder beschrieben. Sein in der Neuen Brehm-Bücherei erschienenes Buch „Die Vogelspinnen“ wurde ein Standardwerk. Günter Schmidt publizierte bis ins hohe Alter. Seine letzten Arbeiten, in denen er u. a. die neue Vogelspinnenart Bonnetina tanzeri beschrieb, erschienen 2012 in der Zeitschrift Arthropoda Scientia.
Liste ausgewählter Bücher:
- Günter Schmidt: Die Vogelspinnen Westarp Wissenschaften-Verlagsgesellschaften mbH, Hohenwarsleben 2003, ISBN 3-89432-899-1.
- Günter Schmidt: Giftige und gefährliche Spinnentiere, Westarp Wissenschaften, 2000, ISBN 3-89432-405-8.
- Günter Schmidt: Spinnen. Alles Wissenswerte über Lebensweise, Sammeln, Haltung und Zucht, Albrecht Philler Verlag, Minden, 1984, ISBN 3-7907-0108-4.
- Rolf Harald Krause, Günter Schmidt: Spinnen sind klasse! Informationen – Theoretische Grundlage – Praktischer Umgang mit Spinnen – Spinnen im Unterricht – Terrarienbau. Materialien für den Unterricht. SCHUBZ (Umweltbildungszentrum der Hansestadt Lüneburg), Lüneburg, ohne Jahresangabe.
- Günter Schmidt: Hamster, Meerschweinchen, Mäuse und andere Nagetiere, 2. Auflage. Eugen Ulmer, Stuttgart 1985, ISBN 3-8001-7147-3.

## Ehrungen
Günter Schmidt war Ehrenmitglied der American Tarantula Society und der Arachnida Schweiz. Außerdem war er Gründungsmitglied und erstes Ehrenmitglied der Deutschen Arachnologischen Gesellschaft e. V. Zu Ehren von Günter Schmidt wurden drei Vogelspinnenarten nach ihm benannt:
- Cyriopagopus schmidti (von Wirth, 1991)
- Aphonopelma schmidti Smith, 1995 (heute ein Synonym von Aphonopelma chalcodes Chamberlin, 1940)
- Cyrtopholis schmidti Rudloff, 1996.